# Montels (Tarn)
Montels is een gemeente in het Franse departement Tarn (regio Occitanie) en telt 106 inwoners (2009). De plaats maakt deel uit van het arrondissement Albi.

## Geografie
De oppervlakte van Montels bedraagt 3,3 km², de bevolkingsdichtheid is dus 32,1 inwoners per km².
De onderstaande kaart toont de ligging van Montels (Tarn) met de belangrijkste infrastructuur en aangrenzende gemeenten.

## Demografie
Onderstaande figuur toont het verloop van het inwonertal (bron: INSEE-tellingen).